# L'Agefi (France)
Ne pas confondre avec le quotidien suisse L'Agefi et le mensuel Agefi (Luxembourg).
L'Agence économique et financière ou L'AGEFI est un journal français spécialisé dans la finance fondé en 1911.
Il est édité en version imprimée et en version numérique.
L'Agefi est une filiale du groupe Bey Media, détenue à 100 % par Ufipar, une filiale de LVMH.

## Histoire
En 1911, Yves Guyot crée « l'Agence Economique et Financière » qui est plus tard rebaptisée L'Agefi. Une édition quotidienne suisse, baptisée elle aussi L'Agefi est lancée en 1950.
À la libération, tout comme d'autres journaux influents, il échappe à l'ordonnance du 17 février 1945 interdisant définitivement l'usage des titres parus sous l'occupation.
Bruno Bertez rachète à Michelin, Peugeot, et plusieurs groupes récemment nationalisés le quotidien L'Agefi en 1984. En 1987, c'est au tour du groupe L'Expansion (devenu groupe Express-Expansion depuis) de racheter le titre.  Un mensuel économique  baptisé Agefi Magazine et tiré à 10 000 exemplaires est lancé en Suisse romande. Il fusionnera deux ans plus tard avec le magazine Bilan.
L'Agefi entre alors en déclin à partir de la fin des années 1980. En 1992,  Desfossés International (devenu DI Group en mai 2000), alors dirigé par Georges Ghosn, rachète L'Agefi. Les activités en Suisse (quotidien et mensuel) seront cédées l'année suivante. En 1997, ayant perdu près de la moitié de son chiffre d'affaires depuis la fin des années 1980, le titre est cédé à Finintel, la holding personnelle de Philippe Micouleau (directeur général du Groupe Desfossés et de La Tribune). Un vigoureux plan de restructuration est mis en œuvre, conduisant notamment à la dénonciation des accords régionaux avec le Syndicat du Livre. L'Agefi sera le deuxième quotidien parisien à pouvoir quitter une imprimerie du Livre (après Le Quotidien de Paris de Nicolas Miguet, en 1995). En 1999, l'Agefi amorce une diversification numérique et prépare le lancement de CompanyNews (service de diffusion numérique de communiqués d'entreprise créé avec l'AFP, qui sera revendu en 2007 à Euronext), Diva (service de veille et de revue de presse numérique diffusé sur les intranet de banques, revendu en 2006 au Canadien CDRom) et Agefinance (réseau social vertical destiné aux professionnels de la finance, qui sera arrêté en 2006). L'Agefi annonce un chiffre d'affaires de 54,3 millions de francs en 1999, en hausse de 18,5 % sur un an.
En 2000, l'Agefi, et la totalité des actifs du groupe Finintel, sont rachetés par Artémis, la holding du Groupe de François Pinault. Artémis possède d'abord 70 % des actions de Finintel en 2000, avant de monter à 100 % courant 2005. Ce rachat est suivi la même année du lancement de l'hebdomadaire L'Agefi actifs, destiné aux professionnels du patrimoine. De 2001 à 2004, fortement touchée par les conséquences du 11 septembre 2001 et par le contexte économique, l'Agefi cumule environ 25 millions d'euros de pertes et enchaîne les plans de restructuration. En 2005, Philippe Micouleau abandonne la direction de l'Agefi. François Pinault fait alors appel à trois anciens de La Tribune pour changer de modèle économique : Bernard Mazurier, le directeur général, François Robin, son adjoint, et Philippe Mudry, le patron des rédactions.
Le nouveau plan d'affaires est mis en œuvre en septembre 2005. La publication du quotidien papier est stoppée, pour se concentrer sur le site Internet et l'envoi d'une édition électronique quotidienne (fichier au format PDF) aux abonnés à 7 heures (offre enrichie en 2006-2007 par une édition Internet actualisée à 14 heures et des newsletters spécialisées accessibles depuis le site). Une édition papier hebdomadaire, L'Agefi hebdo, est également lancée. En 2007, avec 10,4 millions d'euros de chiffre d'affaires, le groupe équilibre ses comptes avec un an d'avance par rapport au plan d'affaires élaboré en 2005. En 2008, le journal se dote, le 3 mars, d'une nouvelle version de son site Internet avec pour objectif de multiplier par trois son audience (265 000 cadres de la finance en France) et réfléchit au lancement d'une version en anglais de son quotidien électronique.
En 2011, L'Agefi fête son centenaire et confie à Publicis la réalisation d'une campagne de publicité décalée. En septembre, une version iPad est mise à disposition des utilisateurs. Le 26 juin 2019, Nicolas Beytout, fondateur de l'Opinion entre en négociations exclusives avec Artémis dans le but de racheter l'Agefi[réf. nécessaire]. La transaction est annoncée le 12 septembre 2019.

## Contenu éditorial
L'Agefi traite de l'économie et de la finance, nationale et internationale, et aborde majoritairement les secteurs de la banque, de l'assurance, des marchés de capitaux, et services associés.

## Publications
- L'Agefi Quotidien : quotidien électronique, diffusé à 7 heures.
- L'Agefi Actifs : mensuel destiné aux professionnels du patrimoine.
- Asset Management, Instit Invest, Private Equity, Cash & Risk et Patrimoine : lettres électroniques destinées aux professionnels de ces métiers.
- Agence Agefi Dow Jones : agence de presse.
- L'annuaire de la finance : guide annuel des acteurs de la finance en France.
- Le guide des états-majors : guide annuel rassemblant les organigrammes, dirigeants et conseils d'administration des 500 premières entreprises françaises.

## Direction
- PDG, directeur de publication : Nicolas Beytout.
- Directeur général délégué : François Robin.
- Directeur de la rédaction : Alexandre Garabedian

## Diffusion
L'Agefi compte 35 000 abonnés (quotidien électronique et hebdomadaire papier).
- lectorat majoritairement composé d'analystes, traders ou membres d'états-majors d'institutions financières,
- modèle de diffusion s'inspirant de l'exemple américain de la presse B to B, reposant presque exclusivement sur la diffusion qualifiée (raisonnement non pas en termes d'abonnés payants, mais en termes d'audience globale).

Le site Agefi.fr a une audience de 220 000 visiteurs uniques par mois (mars 2010), soit une progression de 300 % en un an.

## Informations financières
En 2017, Agefi a réalisé un chiffre d'affaires de 11 816 500 € et dégagé un résultat de 48 800 € avec 92 collaborateurs.